# 大黄石生态系统

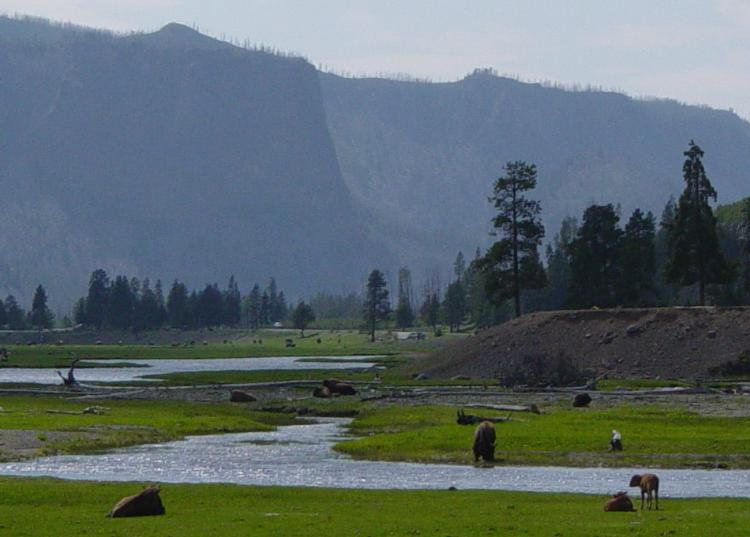
黃石國家公園正在吃草的野牛

大黄石生态系统（简称）是整个地球北温带地区现存为数不多、近乎完好的生态系统。它位于北洛磯山脈，西北怀俄明州、西南蒙大拿州和东爱达荷州，黃石國家公園和黄石火山都位于其内。
大黄石生态系统是世界上影响最深远的景观生态学、全新世地质学自然实验室之一，也是有名的休闲胜地之一。它有着多种多样的本土植物和动物。

## 拓展阅读
- Turner, Jack. . New York: St. Martin's Press. 2008. ISBN 978-0-312-26672-1.